# Barwy wieku
Barwy wieku (tytuł oryginalny: Ngjyrat e moshës) – albański film fabularny z roku 1990 w reżyserii Piro Milkaniego.

## Opis fabuły
Grupa młodych ludzi świętujących zakończenie matur spotyka w domu turysty w Tiranie uczestników imprezy, zorganizowanej z okazji dwudziestej rocznicy matur. Spotkanie dwóch pokoleń staje się pretekstem dla reżysera dla pokazania albańskiej rzeczywistości u schyłku komunizmu.
Film realizowano w Tiranie.

## Obsada
- Anisa Markarian jako Keti
- Rajmonda Bulku jako Saimira
- Piro Kita jako Sokol
- Ariana Qatipi jako Lori
- Valentina Xhezo jako Meri
- Kastriot Çaushi jako Kristaq
- Spiro Duni jako Nesti
- Niko Kanxheri jako szef redakcji
- Zamira Begolli jako Vali
- Met Selimi jako Thoma
- Ligoraq Riza jako Ylli Tare
- Evis Nallbani jako Enka
- Zehrudin Dokle
- Dastin Koreshi
- Fatbardh Smaja
- Frederik Zhilla
- Dashnor Zyberi